# Kanton Martigues-Ouest
Der Kanton Martigues-Ouest war von 1991 bis 2015 ein französischer Wahlkreis im Arrondissement Istres, im Département Bouches-du-Rhône und in der Region Provence-Alpes-Côte d’Azur. Hauptort war Martigues. Die landesweiten Änderungen in der Zusammensetzung der Kantone brachten im März 2015 seine Auflösung.
Der Kanton bestand aus folgenden Gemeinden:
| Gemeinde     | Einwohner (Stand: 2022) | Code postal | Code Insee |
| ------------ | ----------------------- | ----------- | ---------- |
| Martigues *  | 48.818                  | 13500       | 13056      |
| Port-de-Bouc | 16.138                  | 13110       | 13077      |

* nur ein Teilbereich gehörte zum Kanton, während hier die Einwohnerzahl der gesamten Stadt angegeben ist.